# 爆発!デューク
『爆発!デューク』（The Dukes of Hazzard）は1979年から1985年に渡りアメリカCBSテレビで放映された大人気アクション/コメディドラマである。
日本ではフジテレビで1980年4月6日から9月26日に渡って全26話のエピソードが放映され
後の深夜での再放送日には未放映エピソード（話数不明）も初放映された。
また、日本では、続編のテレビスペシャル『爆発!デューク：ハリウッドへ行く』（The Dukes of Hazzard: Hazzard in Hollywood!）の日本語字幕版がWOWOWにて放映された。
2005年には、映画版『デュークス・オブ・ハザード』（The Dukes of Hazzard）が
DVDで発売された。WOWOWでは『爆発!デューク2005：デュークス・オブ・ハザード』のタイトルで放映され、スターチャンネルでは『爆発!デューク：クレイジークラッシュ』のタイトルで放映された。
2007年には、映画版『デュークス・オブ・ハザード：ザ・ビギニング』（The Dukes of Hazzard: The Beginning）がDVDで発売され、WOWOWでは『爆発!デューク：農場を取り戻せ!』のタイトルで放映された。

## 内容
ジョージア州にあるとされる架空の田舎町ハザード郡を舞台に、ジェシーおじさんの農場に暮らすボー、ルーク、デイジーの3人のいとこ同士が、密造酒をめぐって繰り広げるドタバタ劇や保安官一味と対立する姿を描く。
ボーの愛車はオレンジ色の1969年型ダッジ・チャージャー（愛称リー将軍）で、悪徳警察官ロスコーのパトカーや、町を牛耳る黒幕"ボス"・ホッグのキャデラック・コンバーチブルとのカーチェイスが毎回展開される。バックミュージックには、C&W（カントリーウエスタン）が気分良く流れて番組を盛り上げている。
日本語版の主役2人には当時人気の声優、神谷明と富山敬が起用された。セリフにはアドリブが多用された。

## 登場人物（爆発!デューク）
ボー・デューク (Bo Duke)
演：ジョン・シュナイダー、吹替：神谷明
ルーク・デューク (Luke Duke)
演：トム・ウォパット (Tom Wopat)、吹替：富山敬
デイジー・デューク (Daisy Duke)
演：キャサリン・バック 、吹替：弥永和子
ジェシー・デューク (Jesse Duke)
演：デンパー・パイル (Denver Pyle)、吹替：八奈見乗児
ロスコー・P・コルトレン (Rosco P Coltrane)
演：ジェームス・ベスト (James Best)、吹替：毒蝮三太夫
ジェファーソン・デービス・"ボス"・ホッグ (Jefferson Davis 'Boss' Hogg)
演：ソレル・ブーク (Sorrell Booke)、吹替：富田耕生
クーター・ダヴェンポート（Cooter Davenport）
演：ベン・ジョーンズ (Ben Jones)、吹替：たてかべ和也
イーノス・ストレート（Enos Strate）
演：ソニー・シュロイヤー (Sonny Shroyer)、吹替：野島昭生
- ナレーション、吹替：羽佐間道夫

## 登場人物（デュークス・オブ・ハザード[2005年]）
ボー・デューク (Bo Duke)
演：ショーン・ウィリアム・スコット 、吹替：桐本琢也
ルーク・デューク (Luke Duke)
演：ジョニー・ノックスヴィル 、吹替：家中宏
デイジー・デューク (Daisy Duke)
演：ジェシカ・シンプソン 、吹替：湯屋敦子
ジェシー・デューク (Jesse Duke)
演：ウィリー・ネルソン 、吹替：伊井篤史
ジェファーソン・デービス・"ボス"・ホッグ (Jefferson Davis 'Boss' Hogg)
演：バート・レイノルズ 、吹替：有本欽隆

## 登場人物（ザ・ビギニング[2007年]）
ボー・デューク (Bo Duke)
演：ジョナサン・ベネット (Jonathan Bennett)
ルーク・デューク (Luke Duke)
演：ランディ・ウェイン (Randy Wayne)
デイジー・デューク (Daisy Duke)
演：エイプリル・スコット (April Scott)
ジェシー・デューク (Jesse Duke)
演：ウィリー・ネルソン
ジェファーソン・デービス・"ボス"・ホッグ (Jefferson Davis 'Boss' Hogg)
演：クリストファー・マクドナルド
クーター・ダヴェンポート（Cooter Davenport）
演：ジョエル・デヴィッド・ムーア